# Liste der Monuments historiques in Chambain
Die Liste der Monuments historiques in Chambain führt die Monuments historiques in der französischen Gemeinde Chambain auf.

## Liste der Immobilien
| Bezeichnung           | Beschreibung          | Standort                      | Kennzeichnung | Schutzstatus | Datum | Bild           |
| --------------------- | --------------------- | ----------------------------- | ------------- | ------------ | ----- | -------------- |
| Menhir Le Cheval gris | aus der Jungsteinzeit | nordwestlich des Ortes (Lage) | PA00112174    | Classé       | 1923  | weitere Bilder |